# Home (filme de 2015)
Home (prt: Home: A Minha Casa; bra: Cada Um na Sua Casa) é um filme de animação e aventura em 3D norte-americano, produzido pela DreamWorks Animation e distribuído pela 20th Century Fox. Com realização de Tim Johnson e produção de Chris Jenkins e Suzanne Buirgy, é baseado no livro infantil The True Meaning of Smekday, de Adam Rex. A história se passa na Terra, onde uma raça alienígena chamada Boov invade o planeta. No entanto, uma garota humana mal-humorada chamada Tip Tucci consegue evitar a captura, e foge com Oh, um Boov fugitivo e juntos, os dois formam uma improvável amizade enquanto procuram a mãe de Tip e evitam que Oh seja preso.
O elenco é composto por Jim Parsons, Rihanna, Steve Martin, Jennifer Lopez e Matt Jones, que dão voz às personagens animadas. O seu lançamento ocorreu a 19 de Março na Austrália, 26 de Março em Portugal, no dia seguinte nos Estados Unidos e dia 9 de Abril no Brasil.
O filme recebeu críticas mistas dos críticos e arrecadou US$ 386 milhões em todo o mundo. Uma série original da Netflix foi lançada em 29 de julho de 2016, que ocorre após os eventos do filme e usa animação desenhada à mão. Nenhum dos membros originais (exceto Matt Jones) reprisou seus papéis.

## Enredo
Fugindo de seus inimigos, os Gorgons, uma raça alienígena conhecida como Boov acha na Terra um lugar adequado para chamar de "lar". Liderados pelo capitão Smek (Steve Martin), eles iniciam sua invasão "amigável", realocando os humanos, que os Boov consideram simples e atrasados, para outras partes do planeta, enquanto os Boov habitam suas casas de forma rápida e sem conflitos. Um dos Boov, chamado Oh (Jim Parsons), é o membro da espécie mais agitado e de pensamento livre, e decide convidar os Boov para o seu apartamento para uma festa de inauguração, apesar da antipatia dos outros em relação a ele. Não muito longe de Oh, uma garota de 14 anos chamada Tip Tucci (Rihanna), foge de sua cidade para encontrar sua mãe, Lucy (Jennifer Lopez), depois de ter sido separada dela durante a invasão, deixando-a apenas com seu gato "Porquinho" e alimentando seu ódio pelos Boov.
Oh corre para a rua para se encontrar com um policial Boov chamado Kyle (Matt Jones), que como o resto dos Boov, não quer fazer amizade com ele. Oh convida-o para a festa, mas acidentalmente envia um convite em massa para cada Boov na Terra. No entanto, o botão "enviar para todos" que ele pressionou realmente envia o convite para absolutamente todas as raças alienígenas em todo o universo, incluindo o inimigo implacável dos Boov, os Gorgons (Brian Stepanek). Todos, furiosos com Oh por revelar sua localização para o inimigo, começam a persegui-lo. Oh corre para uma loja de conveniência para se esconder, assim como Tip e Porquinho entram na mesma loja para pegar suprimentos. Eles se cruzam e, depois que o carro de Tip não dá partida, Oh o transforma em uma nave fantástica chamada Raspadinha para continuar o transporte. Oh pega uma carona com Tip quando ele promete ajudá-la a encontrar Lucy, mas infelizmente, eles devem ir ao Centro de comando Boov em Paris e localizá-la de lá.
Depois de chegar no centro de comando, que fica na agora flutuante Torre Eiffel, Oh consegue entrar em sua conta, e apaga a mensagem com apenas um segundo de sobra antes de chegar ao Gorgon. Ele então conecta o cérebro de Tip para ajudá-la a encontrar Lucy. Eles acabam encontrando sua localização na Austrália, onde ela também está procurando por sua filha. Os outros Boov então encontram os dois e tentam "apagar" Oh, enquanto Tip agarra o sistema de manipulação de gravidade e vira-o, fazendo com que toda a Torre se incline de cabeça para baixo, daí os dois conseguem escapar.
Enquanto Oh e Tip partem para a Austrália, eles são cercados por outras naves Boov viajando ao lado deles com medo, e percebem que uma nave Gorgon está perto da Terra. Tip e Oh conseguem derrubar um drone, mas no processo um pedaço dele bate no carro e eles perdem seu combustível, fazendo-os caírem. Oh recupera um chip especial e o usa para colocar o carro em funcionamento.
Tip e Oh chegam na Austrália e vem os Boov fugindo para a nave-mãe. Quando eles pousam o carro, Tip imediatamente começa a procurar por sua mãe, mas Oh insiste em fugir com os outros. Tip fica chateada com ele por tentar quebrar a promessa de novo, e ela declara que ele nunca foi verdadeiramente amigo dela. O deprimido Oh retorna à nave. A nave-mãe Gorgon chega perto da nave Boov, mas Oh pega o chip Gorgon e o usa para levá-los para longe. Os Boov ficam surpresos com a bravura de Oh, mas Smek fica chateado e lembra a todos que ele é o capitão. No entanto, Oh retruca Smek, dizendo a ele que ele é um terrível capitão e conta aos Boov sobre o que ele aprendeu com Tip, sobre os humanos cuidando de outros humanos enquanto os Boov mal se importam uns com os outros. Kyle pega o cetro de Smek e o dá para Oh, declarando-o como capitão.
Tip corre sem rumo pela cidade para encontrar Lucy, mas em vão. Oh retorna e a ajuda a rastrear Lucy. A mãe e a filha finalmente se reúnem e agradecem Oh. De repente, a nave-mãe Gorgon desce sobre o planeta, e Oh percebe que eles querem a pedra no cetro, já que Smek  havia roubado deles. Oh corre tenta atrair a atenção da nave, trancando Tip e Lucy no carro por segurança. Tip sai do carro e acende uma luz no rosto do Comandante Gorgon para chamar sua atenção para Oh enquanto ele segura a rocha. O Comandante Gorgon tenta parar a nave com Oh diretamente no seu caminho. Tip corre para resgatá-lo, mas Oh é aparentemente esmagado sob a nave até que ela volte e o revele ileso. O Comandante Gorgon emerge de sua armadura para mostrar que ele é realmente uma criatura inofensiva parecida com uma estrela do mar. Oh devolve a pedra para ele, o que acaba sendo um ovo para milhões de larvas de Gorgon em desenvolvimento; a próxima geração de Gorgons, revelando que o comandante era o último de sua espécie, sozinho e quase extinto. Ele agradece Oh e parte.
Duas semanas depois, os humanos voltaram para suas casas originais, e Oh finalmente consegue ter sua festa em seu apartamento, com humanos e Boov presentes. Tip toca sua música e chama os Boov na festa para dançarem pela primeira vez, enquanto outros Boov, incluindo Smek, festejam na lua, e milhares de naves de outros planetas, incluindo o Gorgon e seus bebês, vão para a Terra para a festa de Oh ao receber seu convite.

## Elenco
- Jim Parsons como Oh, um extraterrestre.[3]
- Rihanna como Gratuity "Tip" Tucci, uma adolescente.[3]
- Steve Martin como Capitão Smek, o líder da raça alienígena Boov.[3]
- Jennifer Lopez como Lucy Tucci, mãe de Tip[3][4]

### Vozes brasileiras
- Raphael Rossato como Oh
- Carina Eiras como Gratuity "Tip" Tucci
- Mauro Ramos como Capitão Smek
- Márcia Coutinho como Lucy Tucci
- Guilherme Vieira como Elrhod

## Curiosidades
▪  Na cena da lanchonete, pode ser visto um salgado da marca cheesy dibbles, que é o salgado do filme Os Pinguins De Madagascar,   fazendo referência ao filme.
▪  A cena em que Tip e Oh se conhecem e se assustam um com o outro é uma referência ao filme E.T. - O Extraterrestre do diretor Steven Spielberg.
▪  A cena em flashback em que a mãe da Tip é levada faz referência ao filme Contatos Imediatos do Terceiro Grau também do diretor  Steven Spielberg.
▪  A cena final em que o Gorgon sai da nave, também faz referência ao Contatos Imediatos do Terceiro Grau.
▪  Os acordes tocados no início da música Feel the Light, tem o mesmo som que é tocado na cena que os humanos tentam se comunicar com os alienígenas no filme Contatos Imediatos do Terceiro Grau.
▪  A Raspadinha é uma clara referência ao DeLorean do filme Back to the Future Part II.
▪  A cena em que Tip e Oh estão conversando na Raspadinha, faz referência ao filme Starman - O Homem das Estrelas.
▪  Na cena do oceano, passa uma estrela cadente atrás da Tip, que faz referência ao clássico filme Tubarão, também de Steven Spielberg.
▪  A piada da vaca, contada pela Tip, já havia sido feita pelo ator Jim Parsons (Que da voz ao Oh nesse filme) em um episódio da sexta temporada da série The Big Bang Theory.
▪  O Porquinho, o gato da Tip, possui as mesmas cores do gato do filme Operação Big Hero (2014).

## Trilha sonora
A banda sonora do filme foi lançada a 20 de Março de 2015.
| N.º            | Título                  | Compositor(es)                                                                         | Intérprete     | Duração |  |
| 1.             | "Towards the Sun"       | Tiago Garvalho, Robyn Fenty, Gary Go                                                   | Rihanna        |         |  |
| 2.             | "Run to Me"             | Jonathan Yip, Ray Romulus, Jeremy Reeves, Ray Charles McCulloch II, Clarence Coffe Jr. | Coffe          | 4:14    |  |
| 3.             | "Cannonball"            | Tor Erik Hermansen, Mikkel S. Eriksen, Kiesa Rae Ellestad, Nate Ruess, Emile Haynie    | Kiesza         | 3:57    |  |
| 4.             | "As Real As You and Me" | Rodney Jerkins, Alisha Williams, Fenty                                                 | Rihanna        | 3:40    |  |
| 5.             | "Red Balloon"           | Hermansen, Eriksen, Charlotte Aitchison, Magnus Høiberg                                | Charli XCX     | 3:26    |  |
| 6.             | "Dancing in the Dark"   | Hermansen, Eriksen, Ester Dean, Maureen McDonald                                       | Rihanna        | 3:43    |  |
| 7.             | "Drop That"             | Jacob Plant, Fenty                                                                     | Jacob Plant    | 4:17    |  |
| 8.             | "Feel the Light"        | Hermansen, Eriksen, Ellestad                                                           | Jennifer Lopez | 4:51    |  |
| Duração total: | Duração total:          | Duração total:                                                                         | Duração total: | 31:21   |  |